# Transporte en Surinam

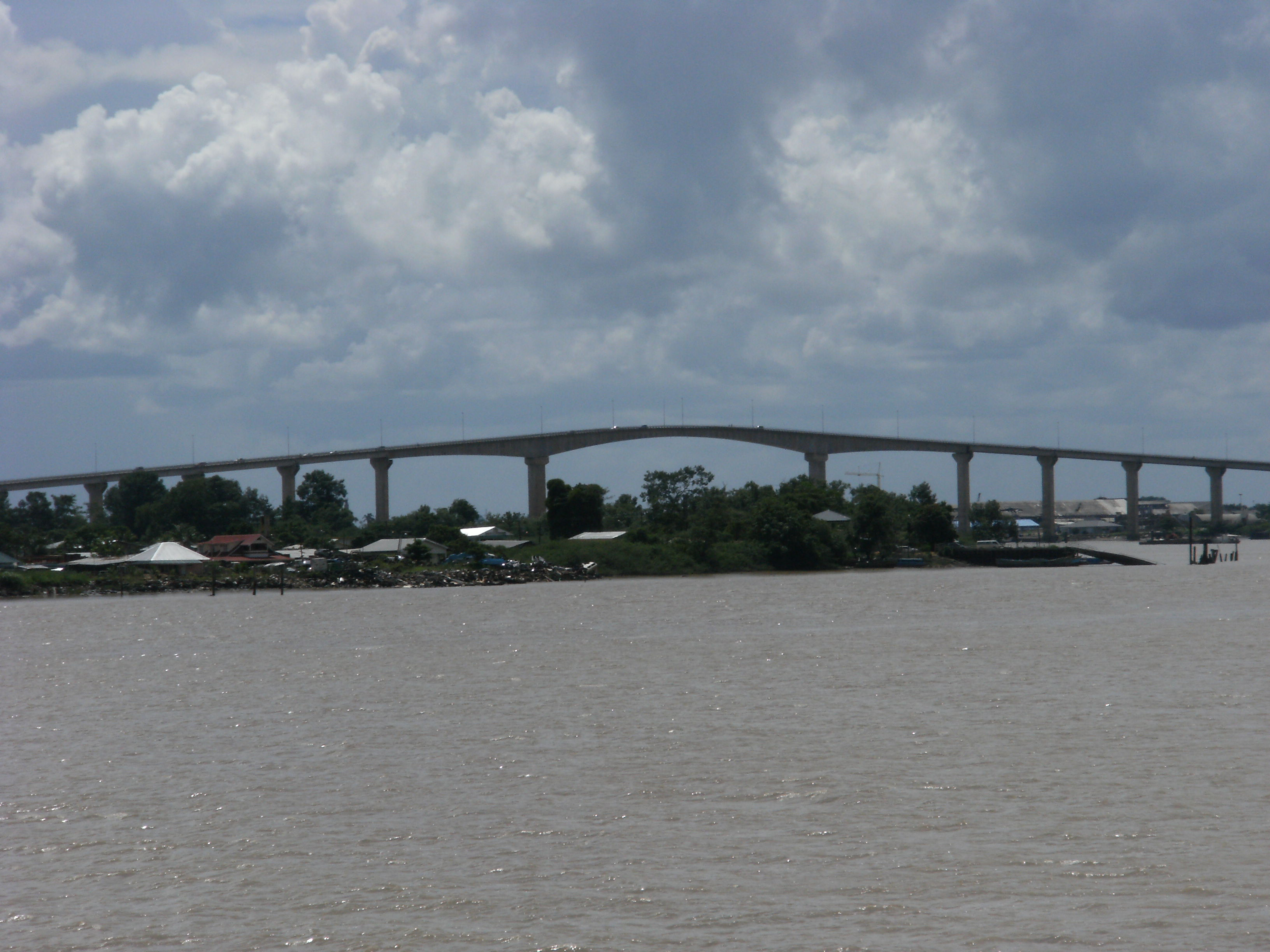
El puente Jules Wijdenbosch sobre el río Surinam, cerca de Paramaribo.

El transporte en Surinam se realiza utilizando diversos medios, entre los que destacan el uso de las carreteras y de vías marítimas.

## Ferrocarriles
Existe un total de 166 kilómetros de vía única. Son 80 km de vía estándar, 1.435 mm de ancho, en el Enlace Este-Oeste, pero no está en uso. De vía estrecha hay 86 km, 1.000 mm de ancho, va desde Onverdacht a Brownsberg, tampoco está en uso. No hay ninguna conexión ferroviaria con los países limítrofes.

## Carreteras

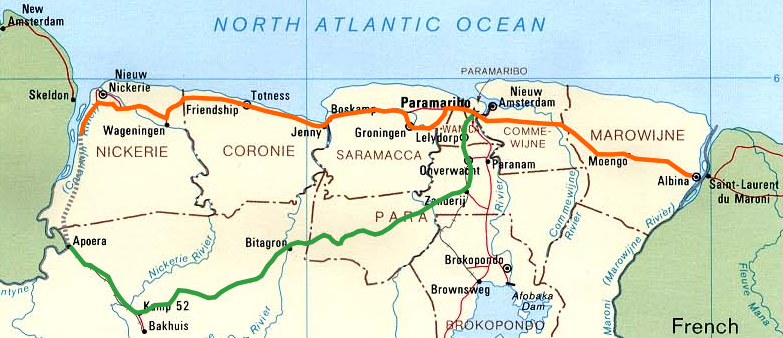
Enlace este-oeste.

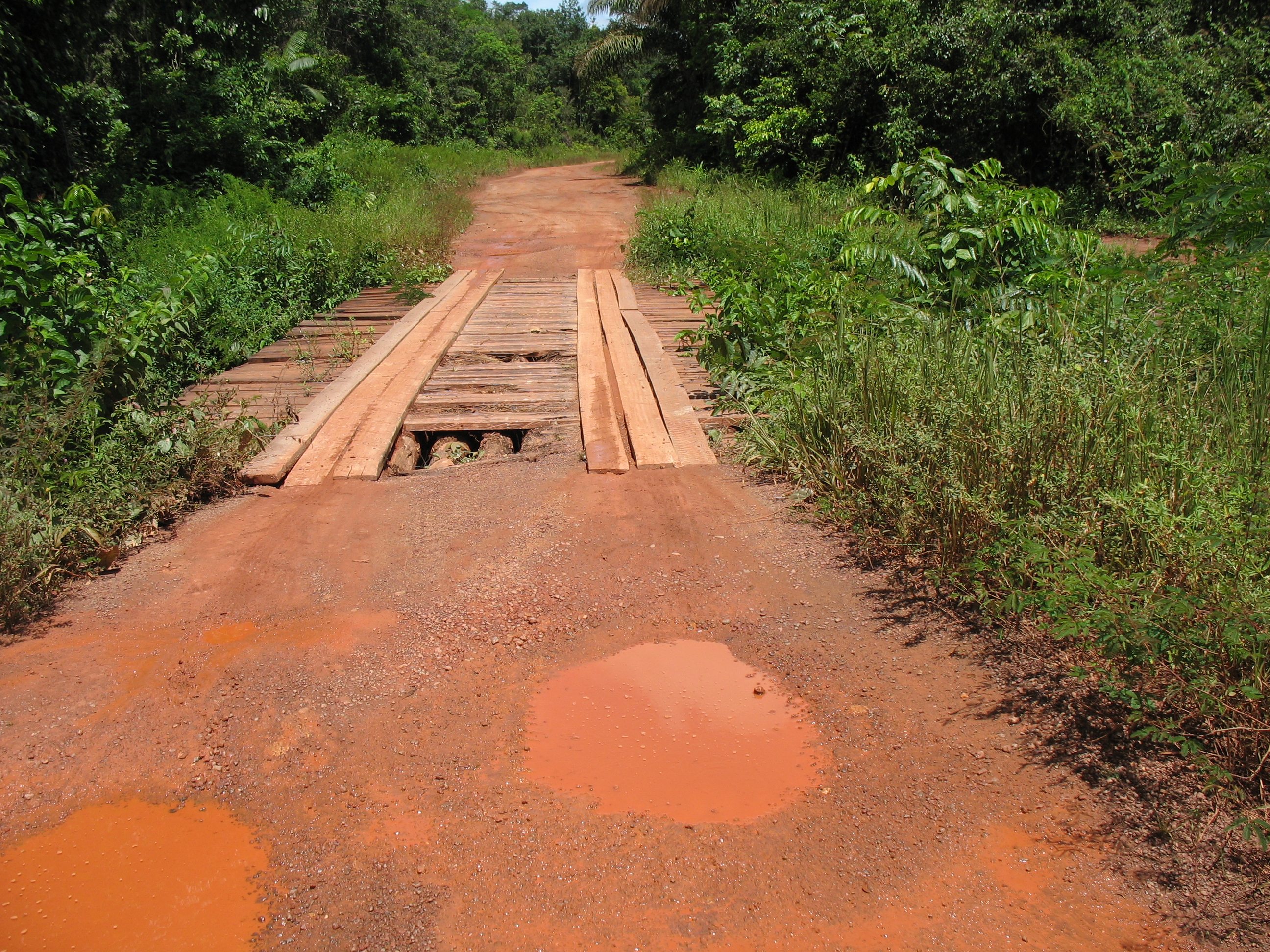
Carretera entre Paramaribo y Brownsweg.

Surinam cuenta con un total de 4.530 km de carreteras, de los cuales 1.178 km están pavimentados, y 3.352 km sin pavimentar (1996 est). 
Se conduce por la izquierda, una práctica heredada de la influencia británica. Con Guyana existe un ferry de Nieuw-Nickerie a Corriverton. Con Guayana Francesa otro de Albina a Saint-Laurent-du-Maroni. Con Brasil no hay conexiones de este tipo.

## Vías navegables
El país cuenta con 1.200 km de vías fluviales navegables, siendo uno de los medios de transporte más importantes, por los que pueden navegar barcos que vienen de alta mar y que llegan hasta 7 metros. Sus principales puertos son Albina, Moengo, Nieuw-Nickerie, Paramaribo, Paranam y Wageningen.
La marina mercante cuenta con tres barcos: un buque de carga, un portacontenedores y un petrolero; (1.000 toneladas de registro bruto (TRB) o más años) para un total de 3.432 toneladas de registro bruto / peso muerto 4.525 toneladas métricas (TPM).

## Aeropuertos

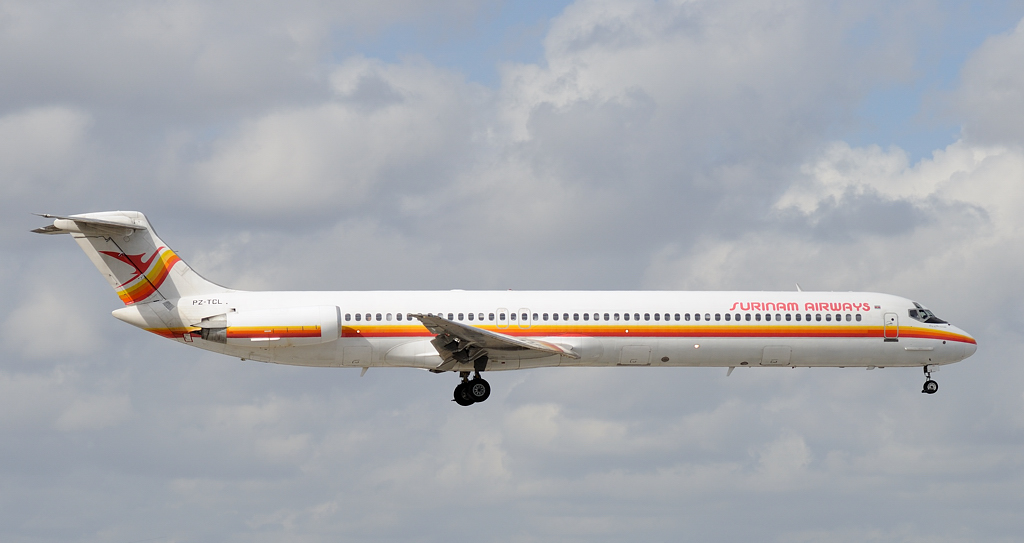
Douglas MD-82 de la compañía Surinam Airways.

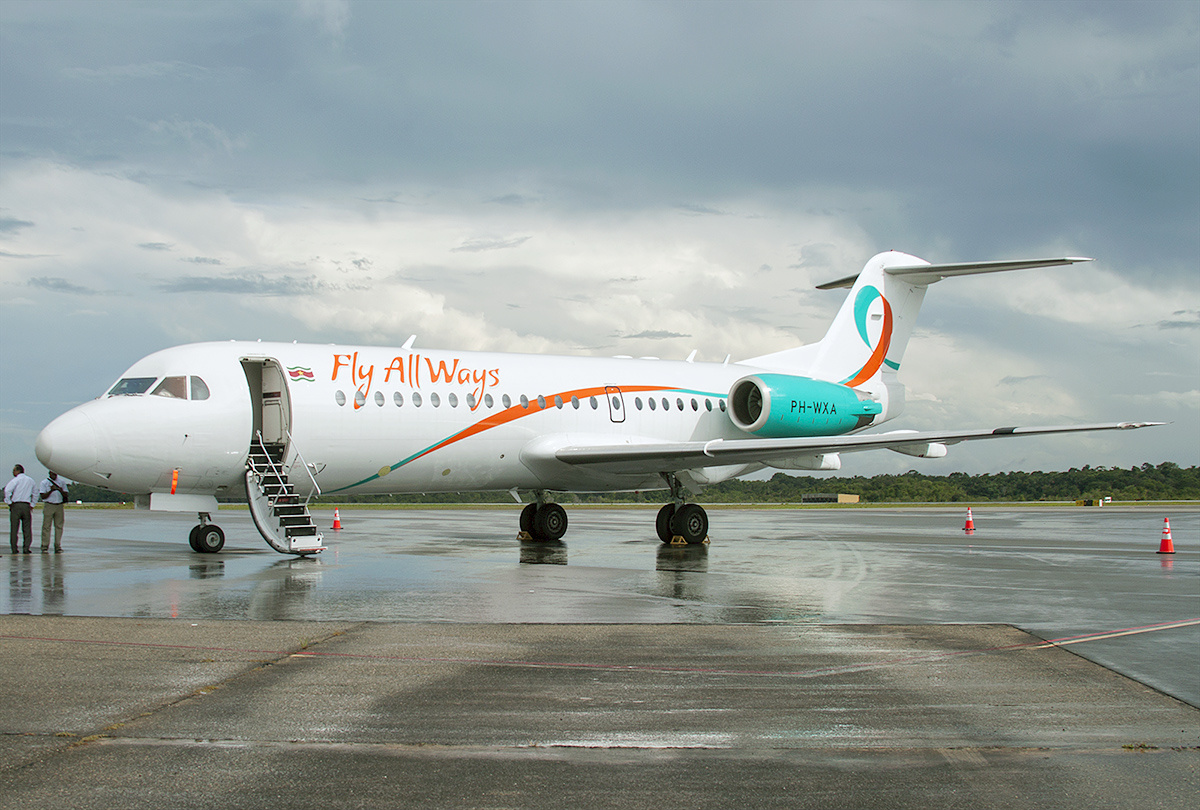
Aerolínea Fly All Way descargando en el Aeropuerto Internacional Johan Adolf Pengel.

El principal centro de transporte del país es el Aeropuerto Internacional Johan Adolf Pengel, situado en Zanderij, a 45 km al sur de la capital nacional Paramaribo. En este sólo operan los vuelos internacionales, concentrándose los locales en Zorg en Hoop. Además de estos dos hay otros tres con pistas pavimentadas, y cuarenta y uno con pistas sin pavimentar, para un total de cuarenta y seis (1999 est).

### Pistas pavimentadas
- De más de 3.047 m: 1
- Entre 914 y 1.523 m: 1
- Menores de 914 m: 3 (1999 est.)

### Pistas sin pavimentar
- Entre 1.524 a 2.437 m: 1
- Entre 914 a 1.523 m: 5
- Menores de 914 m: 35 (1999 est.)